# Kang (efternamn)
Kang är ett koreanskt och kinesiskt efternamn (släktnamn). Det kan avse:

## Personer med namnet
Personer utan angiven nationalitet är från Sydkorea.
Män
- Denis Kang (född 1977), kanadensisk MMA-utövare
- Kang Hee-Chan (född 1970), bordtennisspelare
- Kang Jae-won (född 1965), handbollsspelare och tränare
- Kang Joon-Ho (född 1928), boxare
- Kang Keon-Wook (född 1971), landhockeyspelare
- Kang Min-ho (född 1985), basebollspelare
- Kang Seung-yoon (född 1994), sångare
- Kang Sheng (1898–1975), kinesisk kommunistisk politiker
- Kang Sok-ju (1939–2016), nordkoreansk politiker
- Kang Song-san (född 1931), nordkoreansk politiker, premiärminister
- Kang Soo-il (född 1987), fotbollsspelare
- Kang Sung-hyung (född 1970), volleybollspelare och tränare
- Tim Kang (född 1973), amerikansk skådespelare
- Kang Yong-Gyun (född 1974), nordkoreansk brottare
- Kang Youwei (1858–1927), kinesisk reformator och skriftställare

Kvinnor
- Kang Cho-hyun (född 1982), sportskytt
- Kang Hye-jung (född 1982), skådespelare
- Kang Ji-young (född 1994), sångerska och skådespelare
- Kyunghae Kang, operasångerska
- Kang Kyung-wha (född 1955), politiker, utrikesminister
- Kang Min-kyung  (född 1990), sångerska och skådespelare
- Kang Young-seo (född 1997), alpin skidåkare
- Kang Yu-jeong (född 1996), judoutövare
- Kang Zhang (1640–1663), kinesisk kejsarinna